# Orchestre national de Palestine
L'Orchestre national de Palestine (ONP) est un orchestre symphonique créé en 2010 par Suhail Khoury, directeur du Conservatoire national de musique Edward Saïd.

## Présentation
L'Orchestre national de Palestine doit sa création à Suhail Khoury, promoteur du projet et directeur du Conservatoire national de musique Edward Saïd. L'ONP est le premier ensemble de musiciens professionnels classiques d'origine palestinienne depuis la "Nakba" (catastrophe) de 1948. Précédemment, un orchestre symphonique israélo-palestinien, l'Orchestre Divan occidental-oriental, avait déjà vu le jour en 1999 grâce à Edward Saïd et à son ami israélo-argentin Daniel Barenboim, composé de musiciens israéliens et palestiniens. L'orchestre national palestinien a puisé ses ressources humaines en grande partie dans le Conservatoire national de musique Edward Saïd, créé en 1994 et comptant aujourd'hui une quarantaine de professeurs de musique et enseignant à plus de 500 élèves musiciens. 
L'Orchestre national de Palestine compte 44 musiciens palestiniens et internationaux, parmi lesquels, la soprano palestino-japonaise Mariam Tamari. L'orchestre est dirigé par le chef d’orchestre suisse Baldour Brönnimann. L'ONP a donné sa première représentation musicale au Palais de la culture de Ramallah, puis a donné par la suite deux autres concerts de musique classique, au Palais Al-Hamra de Jérusalem, ainsi qu'à Haïfa. Le programme musical proposé était : Mozart symphonie no 41 dite de Jupiter, ainsi que la symphonie no 7 en la majeur de Beethoven et enfin le concerto roumain de György Ligeti.
Suhail Khoury déclara à l'AFP :"Nous sommes enthousiasmés par le lancement de cet orchestre. C'est le rêve de toute une vie et nous avons travaillé de nombreuses années pour le réaliser. Aujourd'hui un Orchestre, demain un État. Nous, musiciens, sommes persuadés qu'un État ne concerne pas seulement des bâtiments et des routes mais, et c'est le plus important, des gens, leurs valeurs, leurs arts et leur identité culturelle"
L'Orchestre national de Palestine a reçu le soutien financier de la Communauté européenne, de l'UNESCO, du fonds d'investissement de Palestine et de la banque de Palestine.